# Mirabegron
Mirabegron, vendu entre autres sous le nom de marque Myrbetriq.

## Usage médical
Est un médicament utilisé pour traiter l'hyperactivité vésicale . Ses avantages sont similaires à ceux des médicaments antimuscariniques tels que la solifénacine ou la toltérodine . Au Royaume-Uni, il est moins préféré aux médicaments antimuscariniques tels que l'oxybutynine . Il est administré par voie orale .

## Effets secondaires
Les effets secondaires courants sont l'hypertension artérielle, les maux de tête et les infections des voies urinaires, d'autres effets secondaires importants sont la rétention urinaire, l'irrégularité du rythme cardiaque et l'œdème de Quincke,. Il agit en activant le récepteur β3 adrénergique dans la vessie, entraînant sa relaxation,.

## Histoire
Le mirabegron a été approuvé pour un usage médical aux États-Unis et dans l'Union européenne en 2012 ,,. Un mois d'approvisionnement au Royaume-Uni coûte au NHS environ 29 livres sterling  à partir de 2019. Aux États-Unis, le prix de gros de ce montant est d'environ 369 USD. En 2017, c'était le 191e médicament le plus couramment prescrit aux États-Unis, avec plus de trois millions d'ordonnances,.